# Вишератин, Семён Алексеевич
Семён Алексеевич Вишера́тин (1912 — 1996) — советский геолог.

## Биография
Родился в 1912 году в селе Корткерос (ныне Республика Коми). По национальности коми.
После окончания ЛГИ (1937) приехал в Воркуту.
С апреля 1938 по 1946 год первый начальник и главный геолог Воркутинской комплексной геологоразведочной партии комбината «Воркутстрой».
Далее — первый главный геолог «Воркутстроя» и комбината «Воркутауголь».
С середины 1950-х годов работал в Москве в Госплане СССР. В 1955—1956 годах зам. начальника Геологического управления ГУ № 1.
Первооткрыватель Воргашорского месторождения (вместе с К. Г. Войновским-Кригером, Б. Г. Коноваловым, С. А. Голубевым, Г. Г. Богдановичем).

## Награды и премии
- Сталинская премия второй степени (1949) — за освоение Печорского угольного бассейна
- орден Ленина
- два ордена Красной Звезды
- медали